# پرچم دعا

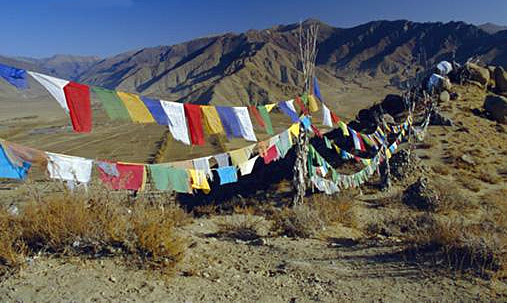
پرچم های دعای لونگتا در امتداد مسیر کوهستانی در نپال آویزان شد.

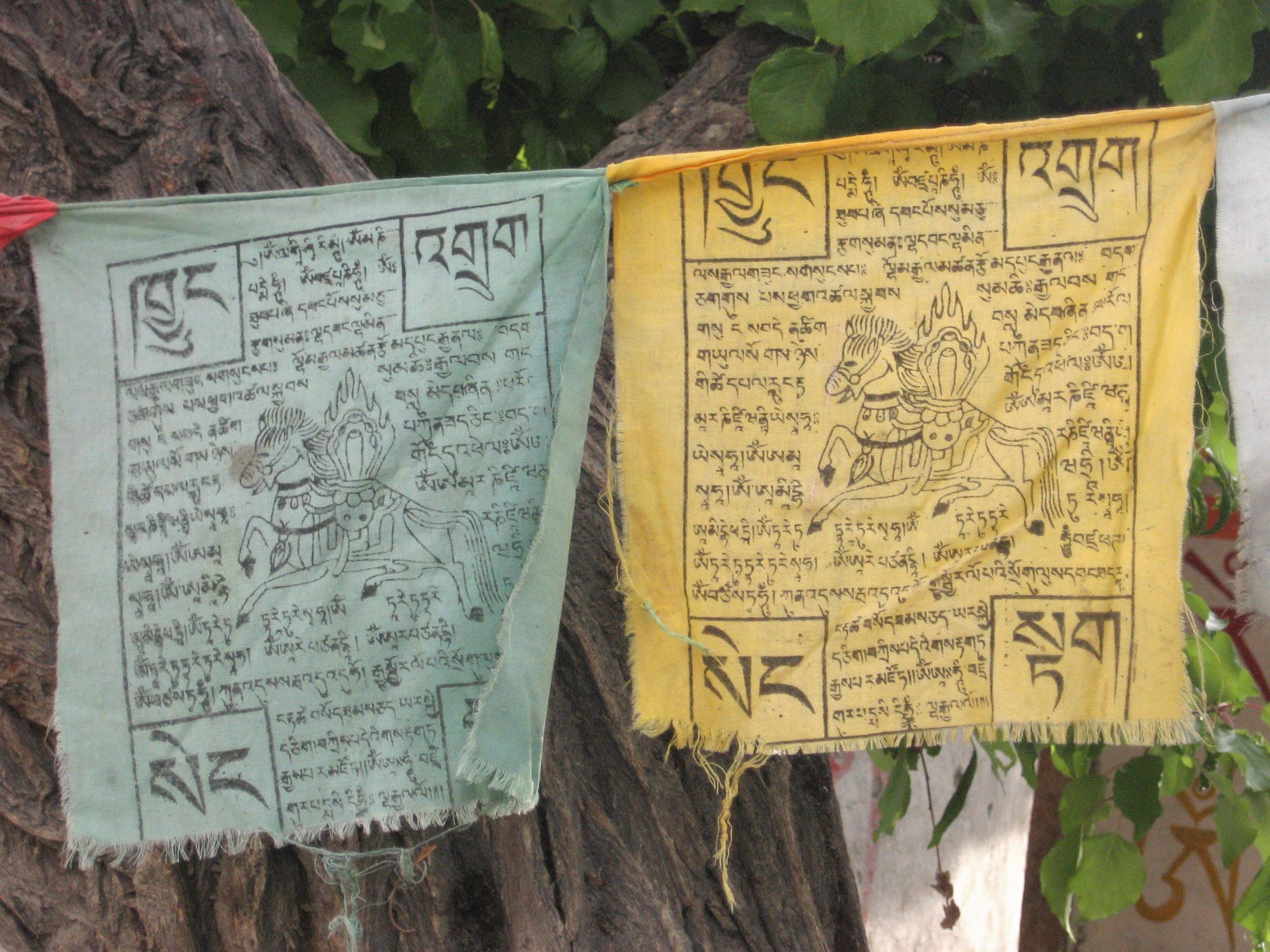
نمای نزدیک پرچم نماز لونگتا ("اسب باد")، لداخ، هند.

پرچم دعای تبت یک پارچه مستطیلی رنگارنگ است که اغلب در امتداد مسیرها و قله‌های بلند هیمالیا به رشته‌ تحریر درآمده است.  آنها برای برکت دادن به حومه اطراف و برای اهداف دیگر استفاده می شوند.
اعتقاد بر این است که پرچم‌های دعا از سنت دینی بون سرچشمه گرفته است. در بون، بونپو شمن‌باوری از پرچم‌های ساده رنگ‌های اصلی در تبت استفاده کرد. پرچم‌های سنتی دعا شامل متن و تصاویر چاپ‌نقش چوبی است.

## تاریخ
سوتراهای نپال، که در اصل روی بنرهای پارچه ای نوشته شده بودند، به عنوان پرچم دعا به دیگر مناطق جهان منتقل شدند. افسانه منشأ پرچم دعا را به گوتاما بودا نسبت می‌دهد، که دعاهایش بر روی پرچم‌های جنگی نوشته شده بود که دواها علیه دشمنانشان، اسوراها استفاده می‌کردند. این افسانه ممکن است بهیکشو هندی دلیلی برای حمل پرچم آسمانی به عنوان راهی برای نشان دادن تعهد او به آهیمسا داده باشد. این دانش تا سال ۸۰۰ پس از میلاد به تبت منتقل شد و پرچم‌های واقعی حداکثر تا سال ۱۰۴۰ پس از میلاد معرفی شدند و در آنجا اصلاح شدند. راهب هندی آتیشا (۹۸۰–۱۰۵۴ پس از میلاد) روش هندی چاپ روی پرچم های پارچه ای نماز را به تبت و نپال معرفی کرد.
در طول انقلاب فرهنگی، پرچم‌های دعا از بین رفتند اما به طور کامل حذف نشدند. بسیاری از طرح‌های سنتی ممکن است گم شده باشند. در حال حاضر، سبک های مختلفی از پرچم های دعا در سراسر منطقه تبت دیده می شود.